# Wissadula densiflora
Wissadula densiflora är en malvaväxtart som beskrevs av R. E. Fries. Wissadula densiflora ingår i släktet Wissadula och familjen malvaväxter. Utöver nominatformen finns också underarten W. d. schulzii.